# Geode

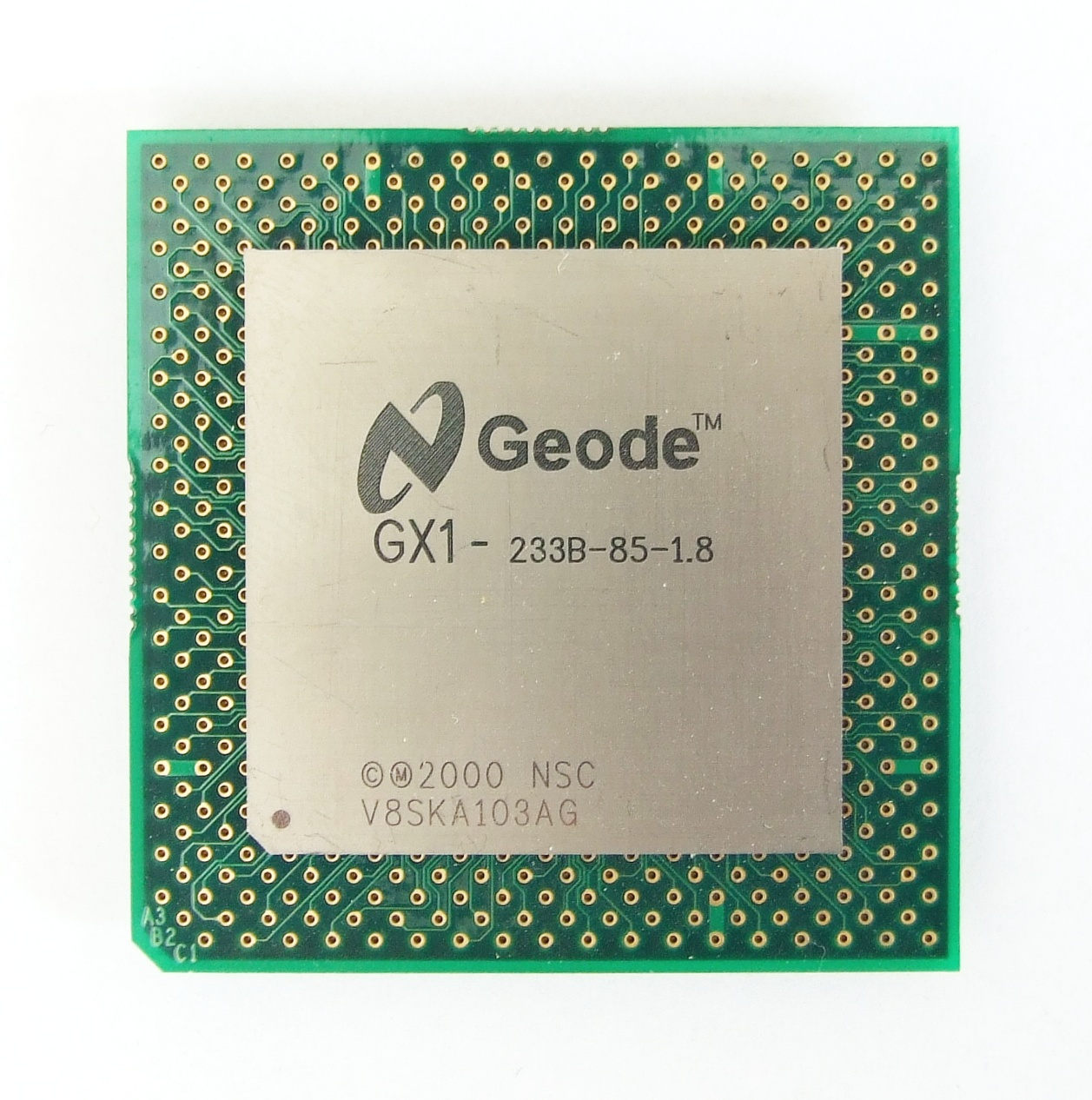
National Semiconductor Geode GX1, 233 МГц

Geode — серия микропроцессоров совместно с набором логики ввода-вывода, выпускаемая компанией AMD и нацеленная на рынок встроенных процессоров.
Серия была разработана в стенах компании National Semiconductor в 1999 г. Внутреннее устройство процессора базировалось на аналогичном MediaGX компании Cyrix, права на который были получены в результате покупки Cyrix в 1997 г.
AMD приобрела разработку в августе 2003 года c намерением пополнить свою линейку x86-совместимых встраиваемых процессоров.

## Характеристики
Новый владелец (AMD) развивает серию в двух направлениях: варианты GX и LX, основой для которых послужил MediaGX, и вариант NX, основанный на дизайне Athlon.
Вся серия совместима с процессорами x86, но обладает меньшей потребляемой мощностью и меньшей стоимостью. Модели, в основу которых был положен MediaGX, лишены ряда современных технологий, зато ими обладает модель NX: в частности, команды SSE и большая кэш-память I уровня на кристалле. В процессоры Geode были включены компоненты, в те годы обычно выносившиеся в отдельную от процессора микросхему, например «северный мост». В результате, процессоры прекрасно подходили для построения тонких клиентов, пользовательских приставок и встроенных контроллеров.
К примеру, проект низкобюджетного компьютера One Laptop per Child с самого начала опирался на вариант GX, который впоследствии был заменён на LX. Ещё в одном проекте Linutop также используется Geode GX.
Модельный ряд с наименованием SCxxxx представляет собой однокорпусные решения (SoC), объединяющие ЦПУ, контроллер памяти, графический адаптер и устройство ввода-вывода, аналогично изделиям других фирм: SiS 552 и VIA CoreFusion. Полноценные устройства на их основе выпускают компании PC Engines (WRAP, ALIX) и Soekris.
Название произошло от одноимённого геологического термина (в русском языке ему соответствует термин жеода) описывающего полость, заполненную кристаллами.

## Модели

### Geode производства National Semiconductor

#### Geode GXm
- Клон Cyrix MediaGXm. При запросе CPUID выдаёт «CyrixInstead». Ядро основано на MediaGX
- 0,35 мкм 4-слойный металлический КМОП
- Инструкции MMX/AMD 3D Now!
- 16 КБ кэш I уровня с обратной записью
- PCI-контроллер
- контроллер 64-битной памяти SDRAM
- Дополнительная микросхема CS5530 для поддержки графики и звука.
- Архитектура VSA
- Разрешения 1280x1024x8, 1024x768x16
- Питание:
  - 3,3 В ввод-вывод
  - 2,9 В ядро

#### Geode GXLV
- Ядро основано на MediaGX
- 0,25 мкм 4-слойный металлический КМОП
- Питание:
  - 3,3 В ввод-вывод
  - 2,2 В, 2,5 В, 2,9 В ядро